# Liste der Einträge im National Register of Historic Places im St. Clair County (Alabama)
Die Liste der Registered Historic Places im St. Clair County führt alle Bauwerke und historischen Stätten im St. Clair County in Alabama auf, die in das National Register of Historic Places aufgenommen wurden.

## Aktuelle Einträge
| Lfd. Nr. | Name                                 | Bild | Datum der Eintragung | Adresse/Lage | Ort               | ID-Nr.   | Beschreibung |
| -------- | ------------------------------------ | ---- | -------------------- | --- | ----------------- | -------- | ------------ |
| 1        | Ashville Historic District           |      | 20. Apr. 2005        | Bounded by AL 23, Greensport Rd., 8th Ave., Waldrop Dr., AL 231, and 5th St.                                       | Ashville          | 05000288 |              |
| 2        | Avondale Mill Historic District      |      | 31. Aug. 2000        | Roughly bounded by 25th St. N, 7th Ave. N, 30th St. N, and S of 4th Ave. N.                                        | Pell City         | 00001030 |              |
| 3        | Dr. James J. Bothwell House          |      | 4. Feb. 1982         | Hartford Ave. | Ashville          | 82004612 |              |
| 4        | Fort Strother Site                   |      | 24. Juli 1972        | Address Restricted                                                                                                 | Ohatchee          | 72001440 |              |
| 5        | Inzer House                          |      | 4. Dez. 1973         | Hartford Ave. | Ashville          | 73002127 |              |
| 6        | Jacob Green House                    |      | 20. Jan. 1980        | E of Ashville on SR 33                                                                                             | Ashville          | 80004238 |              |
| 7        | John Ash House                       |      | 1. Okt. 1991         | US 411 W of jct. with US 231                                                                                       | Ashville          | 91001479 |              |
| 8        | Judge Elisha Robinson House          |      | 13. Mai 1991         | US 231 S of jct. with AL 23                                                                                        | Ashville          | 91000595 |              |
| 9        | Looney House                         |      | 31. Dez. 1974        | 5 mi. W of Ashville on Greenport Rd.                                                                               | Ashville          | 74002179 |              |
| 10       | Old Pell City Historic District      |      | 29. Nov. 2001        | Roughly bounded by 16th St. N, 1st Ave. N, 22nd St. N, and 4th Ave. N                                              | Pell City         | 01001291 |              |
| 11       | Pell City Downtown Historic District |      | 29. Okt. 2001        | 1900-2111 Cogwell Ave, 2008 1st Ave. S., 8 N. 21st St., 10 S. 20th St.                                             | Pell City         | 01001169 |              |
| 12       | Presley Store                        |      | 11. Jan. 1983        | 601 Main St. | Springville       | 83002982 |              |
| 13       | Rev. Thomas Newton House             |      | 11. Okt. 1991        | S of US 411, W of jct. with US 231                                                                                 | Ashville          | 91001480 |              |
| 14       | Springville Historic District        |      | 3. Juli 1997         | Roughly bounded by Academy, Wilson, and Cross Sts.,the Norfork-Southern RR tracks, Industrial Dr., and Sarusce St. | Springville       | 97000653 |              |
| 15       | St. Clair Springs                    |      | 26. Apr. 1976        | AL 23 | St. Clair Springs | 76002140 |              |